# جون تشوي
جون تشوي (بالإنجليزية: Jun Choi) هو سياسي أمريكي، ولد في 17 مايو 1971. حزبياً، نشط في الحزب الديمقراطي. وقد انتخب Mayor of Edison, New Jersey ‏.

## وصلات خارجية
- الموقع الرسمي